# Vidin
Vidin (bugarski : Видин) lučki je grad na južnim obalama Dunava na sjeverozapadu Bugarske. Blizu je granice sa Srbijom i Rumunjskom, i važna je prometna točka za prijelaz Dunava (trajekt Vidin - Kalafat). Upravno je središte  Vidinske oblasti, i vjersko središte Mitropolije Vidin od 870. godine. 
Vidin je trgovačko središte bogatog poljoprivrednog kraja, poznatog po vinima, u gradu od većih industrijskih pogona djeluje tvornica automobilskih guma.

## Zemljopisne osobine
Vidin je najznačajnija zapadna luka na Dunavu, i ulazna luka u Bugarsku iz srednje Europe, iz Vidina ide trajekt za grad Kalafat na drugoj obali Dunava u Rumunjskoj. Ovaj trajekt u skoroj budućnosti trebao bi zamijeniti budući Most Kalafat-Vidin.
Vidin je 19. grad po veličini u Bugarskoj, nakon drugog svjetskog rata mu broj stanovništva opada, danas u Vidinu živi preko 30% umirovljenika.
U gradu i okolici (sjeverno od grada) živi značajan broj Vlaha, vlaško ime za Vidin je Diiu.

## Povijest
Na mjestu današnjeg Vidina, postojalo je keltsko naselje pod imenom Dunonia, nakon pada pod rimsku vlast, Rimljani su sagradili novu utvrdu i nazvali je  Bononia. Za rimskih vremena Bononia je bio značajan grad, centar provincije Gornja Mezija, koja je obuhvaćala područje današnje sjeverozapadne Bugarske i istočnu Srbiju. Rimska vladavina nad Vidinom trajala je do 46. n.e.
Po doseljenju Slavena u ove krajeve, oni su naselje nazvali Badin ili Bdin, iz tog imena došlo je do današnjeg imena grada - Vidin. 
Najznačajniji spomenik grada tvrđava Baba Vida, podignuta je od X. do XIV. stoljeća. U ranom srednjem vijeku Vidin je bio značajni grad u Bugarskoj, sjedište mitopolije i velike provincije. Od 1356. do 1365., Vidin je bio središte grada-države Vidinske despotovine.

### Vidin za vrijeme vladavine mađarskih križara
Godine 1365. Vidin su zauzeli mađarski križari, za vrijeme njihove vladavine grad je bio prezvan u  Bodony. Njihova vlast nije dugo trajala, 1369. Bugarsko carstvo uspjelo je istjerati mađarske vojnike iz grada. No već 1393. godine, cijela Bugarska podpala pod vlast Otomanskog carstva, to je dovelo do pada Bugarskog carstva. Vidin je nekako uspio ostati slobodan sve do 1396. kada ga je zauzeo sultan Bajazid I.

### Za vrijeme Otomanskog Carstva
Pri kraju Otomanske vladavine ( XVIII. - XIX. st.), Vidin je bio središte turske pobune Osmana Pazvantoğlua, protiv centralne vlasti.

### Vidin od 9. stoljeća
Za vrijeme Srpsko-Bugarskog rata (1885.), grad su opsjedale srpske trupe. I pored velikih napora i žrtava nisu ga uspjele zauzeti, već su odbačene i poražene.

## Znamenitosti
Vidin i danas ima dvije dobro očuvane sednjovjekovne utvrde - Baba Vida i Kaleto. U gradu postoje brojni sakralni objekti, najstariji su pravoslavne crkve Sv. Pantalejmona i Sv. Petke (obje iz XVII st.).  Katedrala Sv. Demetrija je iz XIX. st., u gradu postoji i židovska sinagoga (iz 1894.), velika mošeja s bibliotekom Osmana Pazvantoğlua ( turskog vladara sjeverozapadne Bugarske), iz kasnog XVIII. st.

## Vanjske poveznice
- Informacije o gradu Vidinu  Arhivirana inačica izvorne stranice od 17. srpnja 2011. (Wayback Machine)
- Slike utvrde Baba Vida  Arhivirana inačica izvorne stranice od 21. travnja 2009. (Wayback Machine)
- Slike strarog Vidina  Arhivirana inačica izvorne stranice od 7. ožujka 2009. (Wayback Machine)
- Službene stranice grada  Arhivirana inačica izvorne stranice od 11. travnja 2017. (Wayback Machine)
- Foto galerija grada Vidina  Arhivirana inačica izvorne stranice od 18. listopada 2011. (Wayback Machine)